# 黄炎培故居
黄炎培故居位于上海市浦东新区川沙新镇兰芬堂74弄1号，是中国近代教育家、实业家、政治家，中国民主同盟主要发起人之一，中华人民共和国领导人黄炎培早年的居所，故居内设有陈列展，展现了黄炎培的生平。

## 住宅概况
黄炎培故居原名为内史第，又名沈家大院，是在清朝咸丰九年（1859年）由内阁中书、举人沈树镛建造的。住宅原是三进二院两厢式的二层民宅，宋庆龄、黄竞武、黄自等都在此住宅内诞生，胡适也曾在居住过。
故居大门口有古典的仪门，仪门正面有“凤戏牡丹”的砖雕和“华堂映日”四字，背后为“德厚春秋” 四字，下方的基石为石刻的盘龙。上方悬挂有“黄炎培故居”匾额，为陈云书写，楼前有黄炎培铜像。

## 参观信息
- 开放时间：9:00-11:00；13:30-16:00
- 公共交通：
  - 上海轨道交通2号线川沙站
  - 上海公交 615路、977路、浦东11路、浦东13路、浦东46路